# Xã Canfield, Quận Burleigh, Bắc Dakota
Xã Canfield (tiếng Anh: Canfield Township) là một xã thuộc quận Burleigh, tiểu bang Bắc Dakota, Hoa Kỳ. Năm 2010, dân số của xã này là 11 người.